# Васильев, Николай Николаевич (футболист)
Никола́й Никола́евич Васи́льев (1923 — 1979, Лисий Нос, Ленинград) — советский футболист, нападающий.
Всю карьеру в чемпионате СССР провёл в клубе «Динамо» Ленинград (1945—1950). Сыграл 61 матч, забил 9 голов. За необычную
технику имел прозвища «Ван-ю-ли» и «китаец».